# Богемиан
Футбольный клуб «Боге́миан» (англ. Bohemian F.C., Bohemians, ирл. An Cumann Peile Bóithéimeach) — ирландский футбольный клуб из Дублина. Единственный клуб, проведший все сезоны в Высшей лиге Ирландии с момента её создания в 1921 году.

## История

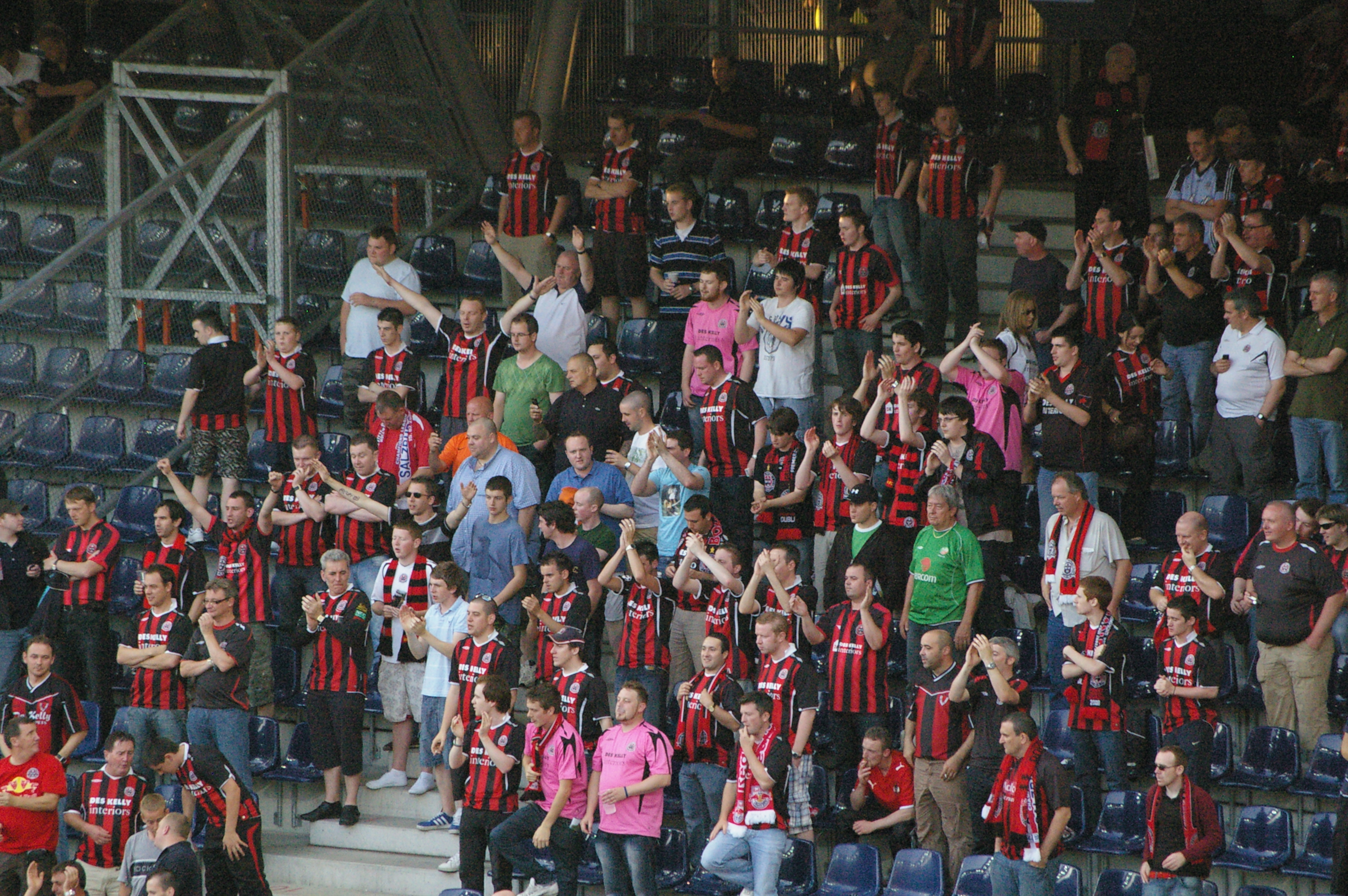
Фанаты «Богемианс».

Основан 6 сентября 1890 года. Стадион — «Далимаунт-Парк».

### Клубные цвета
| Чёрный | Красный |

Цвета клуба — красный и чёрный, были приняты в октябре 1893 года.

## Достижения
Чемпион Ирландии (11)1923/24, 1927/28, 1929/30, 1933/34, 1935/36, 1974/75, 1977/78, 2000/01, 2002/03, 2008, 2009
Обладатель Кубка Ирландии (7)1927/28, 1934/35, 1969/70, 1975/76, 1991/92, 2000/01, 2008
Обладатель Кубка Северной Ирландии (1)1907/08
Обладатель Кубка ирландской лиги (3)1974/75, 1978/79, 2009
Обладатель Трофея Ирландской лиги (6)1923/24, 1927/28, 1928/29, 1933/34, 1938/39, 1939/40
Обладатель Кубка Дублин (1)1936
Обладатель Кубка Дублина и Белфаста (1)1945
Обладатель Кубка четырёх (1)1972
Обладатель Кубка Президента (12)

## Дерби и ультрас
У «Богемиан» есть три дерби, это матчи с клубом «Шемрок Роверс» (это противостояние называется Дублинское дерби), и матчи против клубов «Сент-Патрикс Атлетик» и «Шелбурн».
Ультрас-группа «Богемиан»: «The Notorious Boo-Boys». Друзьями считаются фанаты клубов «Богемианс 1905», «Рексем», «Мальмё», «Юнайтед оф Манчестер».

## Общественная активность
Клуб активно высказывается по актуальным политическим и социальным вопросам.

## Сайты
- Официальный сайт (англ.)
- Форум болельщиков клуба (англ.)
- Информация о клубе на сайте Лиги Ирландии (англ.)